# Panzer Aktiengesellschaft
Panzer Aktiengesellschaft ist der Name eines bedeutenden frühen deutschen Herstellers von Tresoren und Tresoranlagen aus Berlin.

## Unternehmensgeschichte
Die Berliner Panzer AG wurde 1898 in Berlin gegründet.
1924 fusionierte Panzer mit der 1858 von Louis Bode und Heinrich Troue in Hannover gegründeten Firma Bode & Troue, der damals ersten deutschen Fabrik zur Herstellung von Tresoren (Geldschränke, Panzerkassen) sowie feuer- und einbruchsicheren Tresorräumen (Stahlkammern). Zwischen 1926 und 1935 galt die Firma als innovatives Unternehmen im Bereich Sicherheitstechnik.
Das neue Unternehmen hieß Bode-Panzer und ist bis heute aktiv.

## Produktion
Für Tresore entwickelte man verschweißte "Compound"-Platten mit 4–10 mm Gesamtstärke, aus einer Schicht Hartstahl (widerstandsfähig gegen Sägen und Bohren, eventuell nickellegiert) und dahinter zähelastisches Eisen, das wuchtige Schläge abfedert, ohne zu brechen. Diese Verbundplattenkonstruktion aus Stahl von Krupp wurde in Stärken von angeblich bis zu 400 und 600 mm im Kriegsschiffbau verwendet. Schlüssel, die verschiebbare Splinte beinhalten, Zeituhren – sicherheitshalber drei – die nur zu einer bestimmten Zeit die Öffnung des Tresors erlauben oder automatisch vornehmen, waren 1909 Stand der Technik. Eventuell wird die aufwendige Schließmechanik durch Verglasung der Türinnenseite sichtbar gemacht. Tresorwände wurden mit Asbest oder Zement gefüllt, um Angriff durch Brennschneiden, Lichtbogen und Thermit zu widerstehen.
Tresorräume wurden im Keller oder Erdgeschoss in der Mitte der Bankgebäude angeordnet, gehärtete Schienen oder verdrillte Bleche in engem Raster im Deckenbeton eingegossen. Als mögliche Angriffsmethoden gelten Aufkeilen, Aufhebeln mit der Brechstange, Rammen, Sprengung sowie die schon genannten spanabhebenden und thermischen Verfahren.

## Sonstiges
Vom Namen der Firma dürfte sich nach Angaben auf der Homepage der Panzer Aktiengesellschaft die Bezeichnung Panzerknacker ableiten. Das Unternehmen baute von etwa 1900 bis 1904 den Tresorraum des Berliner Münzkabinetts.